# Sigma faktor

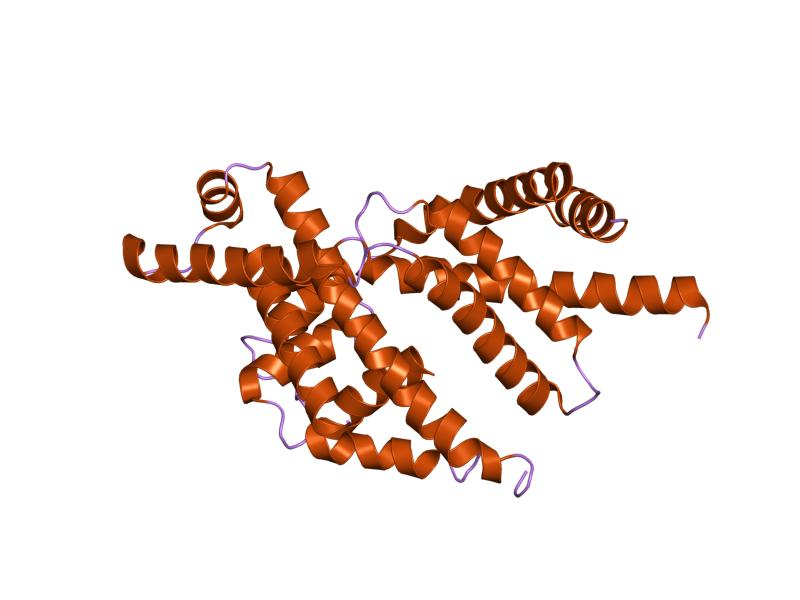
Sigma faktor FliA z bakterie Aquifex aeolicus (kmen Aquificae)

Sigma faktor (σ faktor) je podjednotka bakteriálních DNA-dependentních RNA polymeráz, která umožňuje počáteční fázi (iniciaci) transkripce a výběr promotoru. Každá bakteriální RNA polymeráza se před vlastním procesem transkripce musí navázat na sigma faktor a vzniklý komplex přisedne na promotor na vlákně DNA. Když dosáhne velikost vzniklé RNA asi 8–10 nukleotidů, tento RNA řetězec způsobí disociaci (vyvázání) sigma faktoru. Po dokončení transkripce vlákna se RNA polymeráza uvolní do cytosolu a opět může navázat nový sigma faktor.
Bakterie mívají mnoho různých sigma faktorů. Jeden z nich je určený pro běžný provoz buňky, ostatní se vyznačují různými specifickými vazebnými vlastnostmi a umožňují bakteriím jednoduše změnit transkripční program. Výměna sigma faktorů je obvykle reakce na změnu podmínek v okolním prostředí.